# Hogerwaardpolder
De Hogerwaardpolder is een polder en voormalig waterschap in de gemeenten Woensdrecht en Reimerswaal. De polder meet 229 ha; 155 ha in Zeeland en 74 ha in Noord-Brabant.
De polder ligt ingeklemd tussen de Kreekrakdam in het zuiden met de Rijksweg 58, de Oude Rijksweg en de Spoorlijn Roosendaal - Vlissingen; en in het noorden het Markiezaatsmeer, waar de polder op aansluit. In het westen vindt men het Schelde-Rijnkanaal met de Kreekraksluizen.
Nadat de Kreekrakdam in 1867 was gereedgekomen werd in 1912 de Hogerwaardpolder ingedijkt. Een eerdere poging in 1911 werd op 30 september van dat jaar door een stormvloed te niet gedaan. De polder is vernoemd naar M.B.G. Hogerwaard. Bij koninklijk besluit werd op 22 februari 1916 de oprichting van het waterschap De Hogerwaardpolder goedgekeurd. 
In 1993 werd de polder bij het Waterschap Noord- en Zuid-Beveland gevoegd. Hier ging nog flink wat juridisch getrouwtrek aan vooraf, aangezien de Gedeputeerde Staten van Noord-Brabant deze en de andere polders ten oosten van het Schelde-Rijnkanaal tot een West-Brabants waterschap wilden samenvoegen.
In deze polder lag nog een kreekrestant van de Grote Geule, een vroegere watergeul. De polder werd gebruikt voor akkerbouw. Nog in 1976 werd een groot deel van de Grote Geule illegaal gedempt. Ondertussen kwam een derde deel van de polder in bezit van de Stichting Brabants Landschap. In 1998 werd de Grote Geule hersteld. Ook werd in 2007 een kreekrestant in het oosten van het gebied ontgraven. Akkers werden deels omgezet in weiland en in de toekomst zullen meer kreken worden gegraven. Uiteindelijk zal ook de dijk tussen Markiezaatsmeer en de polder verdwijnen, waardoor het gebied één geheel wordt.